# قراظة (الرياشية)

تعديل مصدري - تعديل

قراظة هي إحدى قرى عزلة ثمن الرياشية بمديرية الرياشية التابعة لمحافظة البيضاء، بلغ تعداد سكانها 840 نسمة حسب تعداد اليمن لعام 2004.